# Patinação artística nos Jogos Olímpicos de Inverno de 1980 - Individual masculino
A competição individual masculina da patinação artística nos Jogos Olímpicos de Inverno de 1980 foi disputado entre 17 patinadores.

## Medalhistas
| Ouro   | GBR Robin Cousins   |
| Prata  | GDR Jan Hoffmann    |
| Bronze | USA Charles Tickner |

## Resultados
| #                 | Nome                   | País                   | CF | PC | PL | TFP    | FSFP |
| ----------------- | ---------------------- | ---------------------- | -- | -- | -- | ------ | ---- |
| Medalha de ouro   | Robin Cousins          | GBR Grã-Bretanha       | 4  | 1  | 1  | 189.48 | 13   |
| Medalha de prata  | Jan Hoffmann           | GDR Alemanha Oriental  | 1  | 2  | 2  | 189.72 | 15   |
| Medalha de bronze | Charles Tickner        | USA Estados Unidos     | 2  | 5  | 3  | 187.06 | 28   |
| 4                 | David Santee           | USA Estados Unidos     | 3  | 3  | 5  | 185.52 | 34   |
| 5                 | Scott Hamilton         | USA Estados Unidos     | 8  | 4  | 4  | 181.78 | 45   |
| 6                 | Igor Bobrin            | URS União Soviética    | 7  | 6  | 8  | 177.40 | 55   |
| 7                 | Jean-Christophe Simond | FRA França             | 6  | 10 | 9  | 175.00 | 64   |
| 8                 | Mitsuru Matsumura      | JPN Japão              | 11 | 7  | 7  | 172.28 | 75   |
| 9                 | Fumio Igarashi         | JPN Japão              | 13 | 8  | 6  | 172.04 | 77   |
| 10                | Konstantin Kokora      | URS União Soviética    | 10 | 11 | 10 | 168.18 | 91   |
| 11                | Hermann Schulz         | GDR Alemanha Oriental  | 9  | 9  | 13 | 166.70 | 98   |
| 12                | Brian Pockar           | CAN Canadá             | 12 | 12 | 12 | 163.26 | 107  |
| 13                | Rudi Cerne             | FRG Alemanha Ocidental | 15 | 13 | 13 | 159.30 | 116  |
| 14                | Thomas Öberg           | SWE Suécia             | 14 | 14 | 14 | 149.80 | 127  |
| 15                | Christopher Howarth    | GBR Grã-Bretanha       | 16 | 15 | 15 | 145.66 | 134  |
| 16                | Zhaoxiao Xu            | CHN China              | 17 | 16 | 16 | 117.16 | 144  |
| WD                | Vladimir Kovalev       | URS União Soviética    | 5  |    |    |        |      |

Legenda
| Recorde mundial      | Recorde mundial (World record)               |                       | Recorde africano                      | Recorde africano (African) |                                           | Q | Classificado por posição (Qualified) |
| Recorde olímpico     | Recorde olímpico (Olympic record)            | Recorde da América    | Recorde da América (Americas)         | q                          | Classificado por melhor tempo (Qualified) |   |                                      |
| Melhor marca do ano  | Melhor marca do ano (World leading)          | Recorde asiático      | Recorde asiático (Asian)              | DNS                        | Não largou (Did not start)                |   |                                      |
| Recorde nacional     | Recorde nacional (National record)           | Recorde europeu       | Recorde europeu (European)            | DNF                        | Não terminou (Did not finish)             |   |                                      |
| Recorde pessoal      | Recorde pessoal do atleta (Personal best)    | Recorde da Oceania    | Recorde da Oceania (Oceania)          | DSQ / DQ                   | Desclassificado (Disqualified)            |   |                                      |
| Recorde da temporada | Recorde da temporada do atleta (Season best) | Recorde sul-americano | Recorde sul-americano (South America) | NM                         | Sem marca (No mark)                       |   |                                      |